# Konjunkce (logika)

Průnik dvou množin je definovaný pomocí konjunkce:

Logická konjunkce (používají se pro ni symboly AND, & nebo {\displaystyle \wedge }) je binární logická operace, jejíž hodnota je pravda, právě když obě vstupní hodnoty jsou pravda.

## Definice
V logice a matematice je konjunkce označením pro „a“. Například „Vojta plave a Lucka plave“ je konjunkce.
Pro vstupy A a B vypadá pravdivostní tabulka konjunkce následovně (0 označuje nepravdivé tvrzení, 1 označuje pravdivé tvrzení).
| A | B | A ∧ B |
| - | - | ----- |
| 0 | 0 | 0     |
| 0 | 1 | 0     |
| 1 | 0 | 0     |
| 1 | 1 | 1     |

Konjunkce libovolných výroků a, b je výrok, který vznikne jejich spojením spojkou a. Konjunkci výroků a, b čteme „a a b“.

## Vlastnosti
Formální definice Booleovy algebry udávají, že konjunkce je
- asociativní, tzn platí (x ∧ y) ∧ z = x ∧ (y ∧ z);
- distributivní vůči disjunkci, tzn x ∧ (y ∨ z) = (x ∧ y) ∨ (x ∧ z).